# Окада, Пётр Такэо
Пётр Такэо Окада (яп. 岡田 武夫 Окада Такэо, 24 октября 1941, Итикава, Япония — 18 декабря 2020) — японский прелат. Епископ Сайтамы с 15 апреля 1991 по 17 февраля 2000. Архиепископ Токио с 17 февраля 2000 по 25 октября 2017.